# Vlag van Kasterlee
De vlag van Kasterlee werd door de gemeenteraad op 3 juni 1986 officieel vastgesteld als de gemeentelijke vlag van de Antwerpse gemeente Kasterlee. Op 10 maart 1987 werd hij door het Bestuur van Vlaanderen bevestigd en uiteindelijk gepubliceerd op 3 december 1987 in het officiële Belgisch Staatsblad.
Officieel wordt de vlag beschreven als:
Drie even hoge banen van blauw, van geel en van zwart.
De drie strepen symboliseren de drie componenten van de gemeente, terwijl de kleuren van de vlag afkomstig zijn van het gemeentewapen. Dit gemeentevlag is identiek aan de vlag van Gelderland.

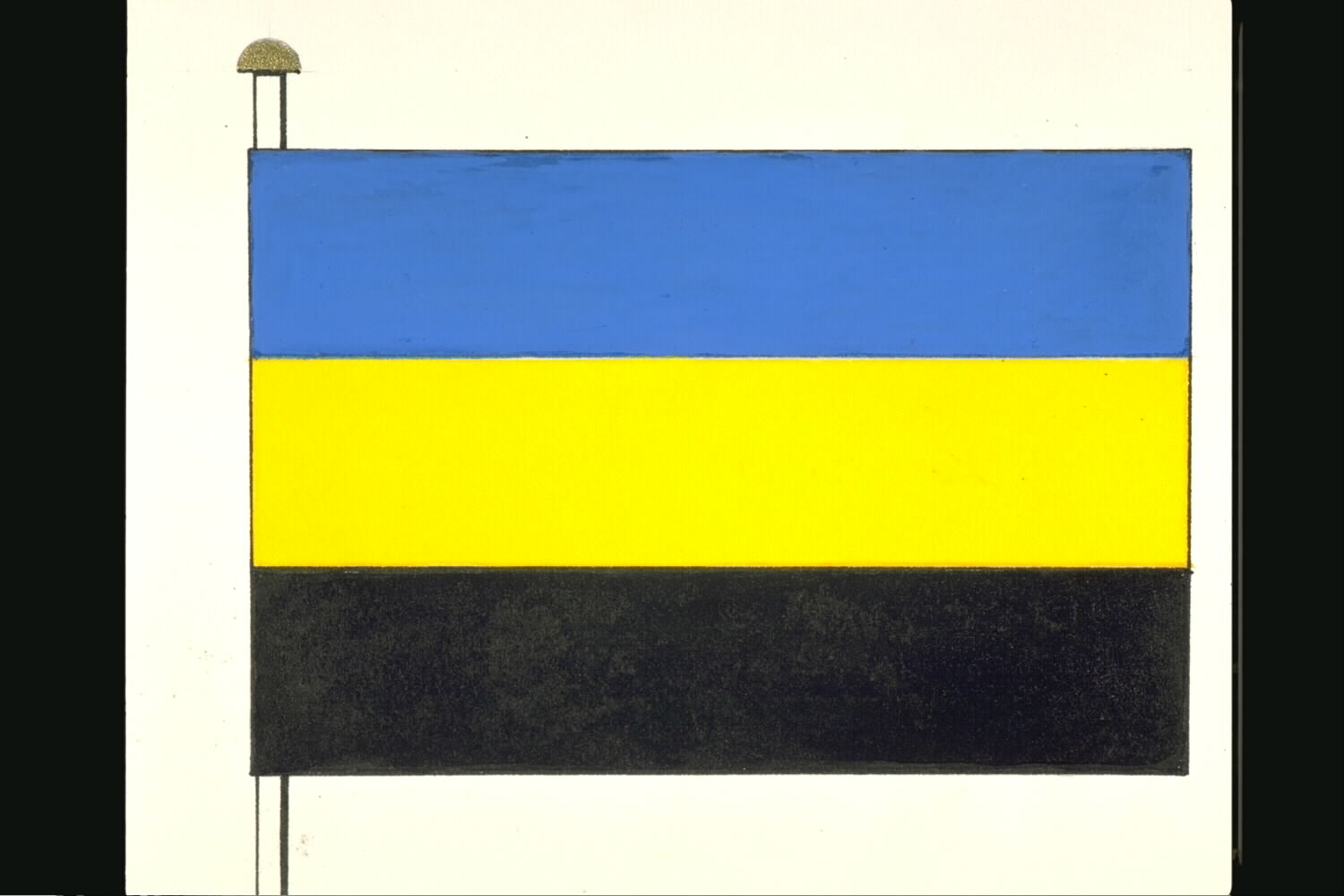
Officiële tekening van de vlag
Vlag van Gelderland